# Amir Arabpour
Amir Masoud Arabpour (* 25. März 1985 im Iran) ist ein deutscher Islamkritiker und ehemaliger Muslim iranischer Herkunft.

## Leben
Amir Masoud Arabpour wurde 1985 im Iran geboren. Er wuchs in einem säkularen Umfeld auf und wurde später Muslim. Anschließend konvertierte er zum Christentum.
Seit 2017 betreibt er den YouTube-Kanal Ex-Muslime klären auf TV mit knapp 90.000 Abonnenten und 140 Videos (Stand: Juni 2025).
Zurzeit (Stand 9. Juni 2025) ist Amir hauptsächlich auf TikTok aktiv.

## Geplante Mordanschläge
2019 wurde eine IS-Terrorzelle aus Tadschikistan in Nordrhein-Westfalen zerschlagen, die Arabpour ermorden wollte. Nach Angaben der deutschen Staatsanwaltschaft kam der Auftrag für das Komplott von ihrem Mentor des Islamischen Staates in Afghanistan, der sie gebeten hatte, nach der Ausführung des Mordplans Fotos von der Leiche des Opfers zu machen und diese als Warnung an „Ungläubige“ ins Internet zu stellen. Arabpour hatte Berichten zufolge in der Vergangenheit zahlreiche Morddrohungen von Islamisten erhalten, die ihn als öffentlichen Kritiker des Islam und der Muslime betrachten. Da die Sicherheitsdienste im April 2019 bereits die Telefongespräche der Mitglieder der Terrorzelle abhörten, erhielten sie Hinweise darauf, dass der Mordplan am selben Tag durchgeführt werden sollte. Eine Spezialeinheit führte daraufhin eine Razzia durch und verhaftete zwei der Terroristen, wodurch sie den Mordanschlag verhindern konnte. Außerdem beschlagnahmte sie zwei Schusswaffen. Die Attentäter hatten außerdem einen Mordanschlag in Albanien und Anschläge auf Militärbasen der USA und der NATO in Deutschland geplant. Deutsche Sicherheitskräfte inhaftierten insgesamt fünf Personen. Ein weiterer Terrorverdächtiger wurde in Albanien verhaftet. Die Attentäter wurden später zu Haftstrafen von teils über 7 Jahren verurteilt.
Ein bereits im März 2019 festgenommener Tadschike hatte ebenfalls einen Mordanschlag auf Arabpour geplant.